# Richie Rich (série)
Richie Rich (bra/prt: Riquinho) é uma série de televisão estadunidense, produzida pela The Harvey Entertainment Company e AwesomenessTV para a Netflix, baseada nas histórias em quadrinhos de mesmo nome da Harvey Comics. A primeira temporada da série consiste em 10 episódios de meia-hora, que foram lançados mundialmente em 20 de fevereiro de 2015. A segunda temporada foi lançada em 22 de maio de 2015.

## Enredo
Após usar todos os legumes para criar uma fonte de energia, Riquinho (Jake Brennan) a vende e se torna trilionário. Então, abandona sua antiga casa e resolve morar na sua luxuosa mansão com sua família e uma empregada robô. Porém com tanto dinheiro sente falta de amigos para fazer sua companhia.

## Elenco

### Principal
- Jake Brennan como Richie Rich
- Brooke Wexler como Irona
- Kiff VandenHeuvel como Cliff Rich
- Lauren Taylor como Harper Rich
- Joshua Carlon como Murray
- Jenna Ortega como Darcy[5]

### Recorrente
- Nathan Anderson como Tahj
- Ysa Penarejo como Tulipa

## Dublagem/Dobragem
| Personagem  | Dublador          | Dobrador               |
| Principais  | Principais        | Principais             |
| ----------- | ----------------- | ---------------------- |
| Richie Rich | Gabriel Martins   | André Raimundo         |
| Irona       | Priscila Ferreira | Sónia Neves            |
| Harper Rich | Flora Paulita     | Mafalda Luís de Castro |
| Cliff Rich  | César Emilio      | Rui de Sá              |
| Murray      | Lipe Volpato      | Barbara Lourenço       |
| Darcy       | Isabela Guarnieri | Sandra de Castro       |
| Recorrentes |                   |                        |
| Tahj        | Ítalo Luiz        | Pedro Bargado          |
| Tulip       | Giulia de Brito   | Joana Castro           |

|                      | Brasil                               | Portugal         |
| -------------------- | ------------------------------------ | ---------------- |
| Direção              | Vagner Fagundes / Adriana Pissardini | Sandra de Castro |
| Tradução             | João Mauro Arantes                   | Ana Salgado      |
| Dublado nos Estúdios | TV Group Digital                     | PTSDI Media      |